# James Young (músico)
James Vincent Young (Chicago, 14 de noviembre de 1949) es un músico estadounidense, reconocido por su asociación con la banda de rock Styx.

## Biografía

### Inicios
Young empezó a tocar el teclado a los cinco años. Ingresó en la secundaria de Calumet en Chicago y aprendió a tocar la guitarra y el clarinete durante esos años.

### Carrera musical
En 1970 se unió brevemente a la banda TW4 mientras estudiaba en el Instituto Tecnológico de Illinois, donde obtuvo el título de Ingeniería Mecánica y Aeroespacial. Esa banda se convertiría en la primera encarnación de Styx.
Tras el primer alejamiento de los músicos de Styx en 1983, Young publicó tres álbumes como solista, City Slicker (1985) Out on a Day Pass (1988) y Raised by Wolves (1995). Retornó a Styx para grabar el directo Return to Paradise en 1997 y el álbum de estudio Brave New World en 1999. Ha permanecido en el seno de la banda desde entonces.

## Discografía

### Solista
- City Slicker (1985)
- Out on a Day Pass (1988)
- Raised by Wolves (1995)